# Izrael Abraham Staffel
Izrael Abraham Staffel (Varsavia, 1814 – 1884) è stato un inventore polacco. È noto per le sue invenzioni nel campo delle calcolatrici meccaniche delle macchine per la stampa.

## Biografia
Izrael Abraham Staffel nacque a Varsavia, allora parte dell'Impero russo, da una famiglia ebraica impoveritasi. Dopo aver frequentato una scuola elementare ebraica, continuò la propria formazione come apprendista presso un orologiaio. Imparò da solo il polacco per essere in grado di leggere i manuali tecnici. Nel 1833, all'età di 19 anni, ottenne la licenza di aprire una propria orologeria a Varsavia.
Presto sviluppò un forte interesse verso gli strumenti di calcolo. la prima macchina da calcolo da lui inventata e prodotta fu, nel 1842, una addizionatrice che, oltre ad eseguire somme e sottrazioni, era in grado calcolare le conversioni tra złoty e rubli.
Nel 1845, presentò all'esposizione industriale di Varsavia quella che diventerà la sua calcolatrice più famosa. Questa era il risultato di dieci anni di lavoro e permetteva di effettuare tutte le quattro operazioni algebriche e di estrarre le radici quadrate. La macchina fu premiata con la medaglia d'argento.
Nel 1846 la calcolatrice di Staffel venne portata anche all'esposizione di San Pietroburgo. Qui ottenne ampi consensi e (secondo alcuni) ottenne il prestigioso Premio Demidov. La macchina fu poi presentata allo zar Nicola I che ordinò di premiare Staffel con 1.500 rubli d'argento.
Continuò a migliorare la sua calcolatrice e, nel 1851, la presentò alla Grande esposizione universale di Londra esponendola nel Crystal Palace. Staffel ricevette la medaglia d'oro per la migliore macchina di questa categoria.
Staffel progettò e produsse molti altri dispositivi. tra cui delle addizionatrici, un anemometro; un apparato per testare la composizione delle leghe metalliche basato sul Principio di Archimede; un ventilatore; e un sistema di stampa a due colori.
La sua pressa per la stampa a colori venne utilizzata nel 1860 per stampare i primi francobolli polacchi. La macchina era in grado di stampare 1.000 fogli in un'ora. Egli vi aveva aggiunto un contatore delle copie al fine di garantire una precisa conteggio dei valori prodotti. In seguito la macchina venne utilizzata anche per stampare banconote.
Nonostante tutte le sue invenzioni e produzioni, Steffel morì povero, così come era nato.

## Invenzioni

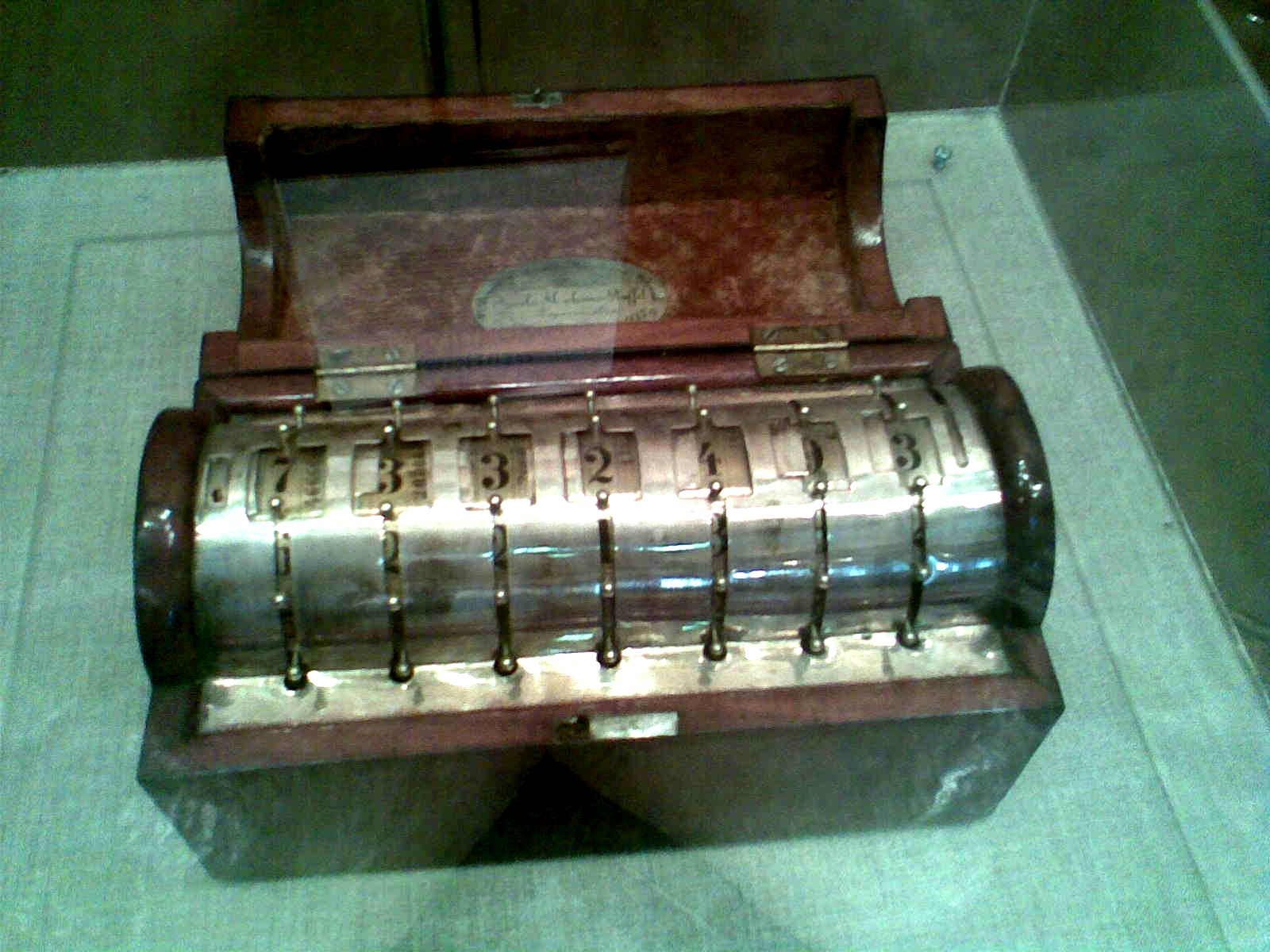
Macchina per addizionare e convertire valute
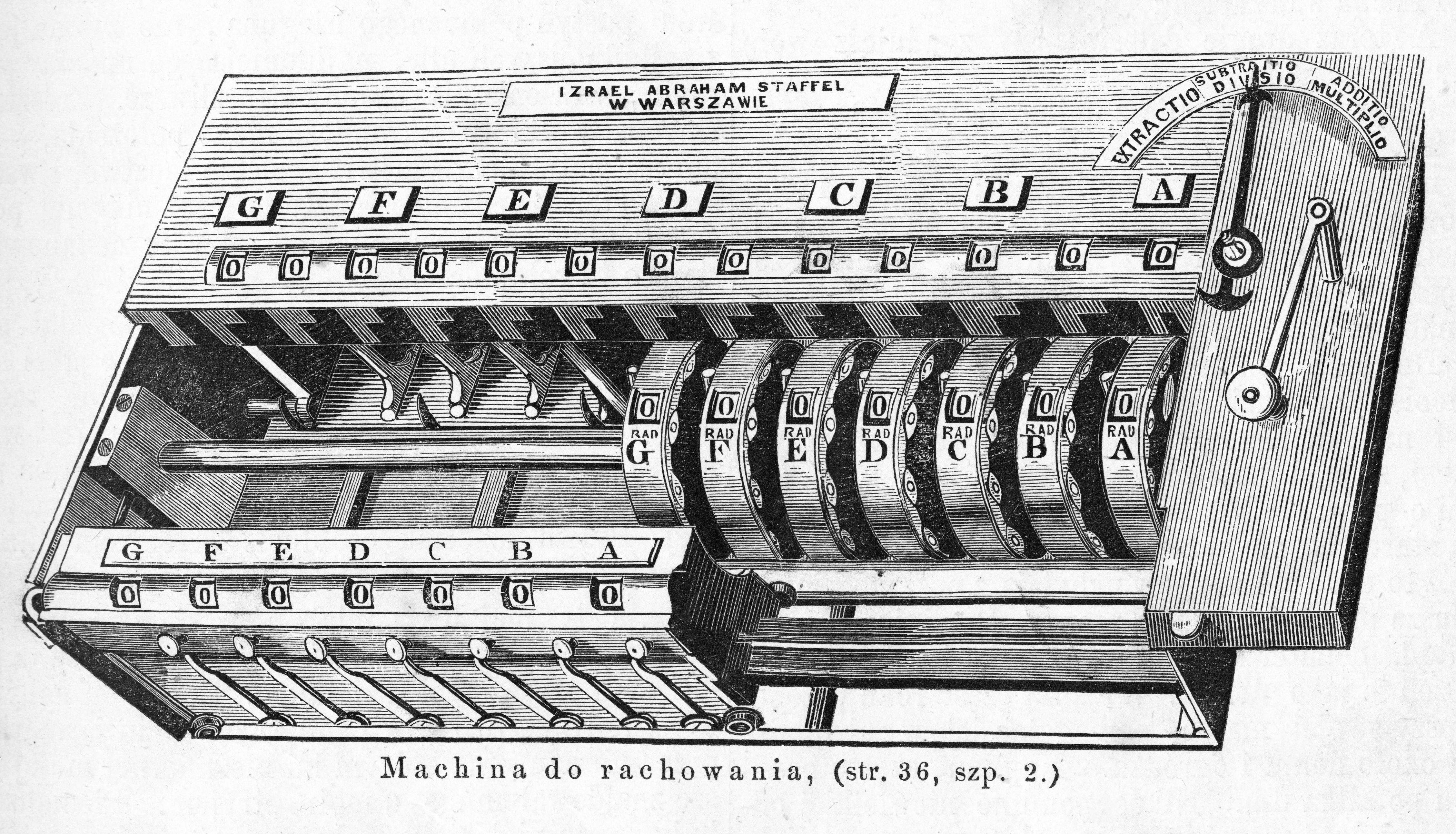
Calcolatrice di Staffel
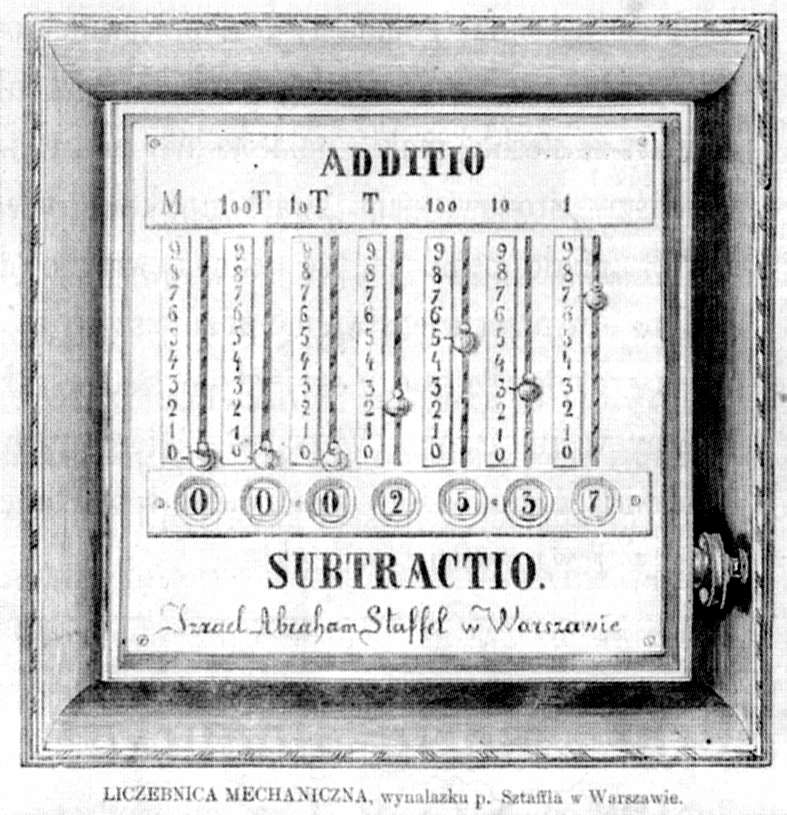
Addizionatrice di Staffel